# Goniasteridae
Goniasteridae es una familia de equinodermos asteroideos del orden Valvatida, que agrupa a un gran número de géneros de estrellas de mar, distribuidas por todos los mares.

## Géneros
Se reconocen los siguientes:

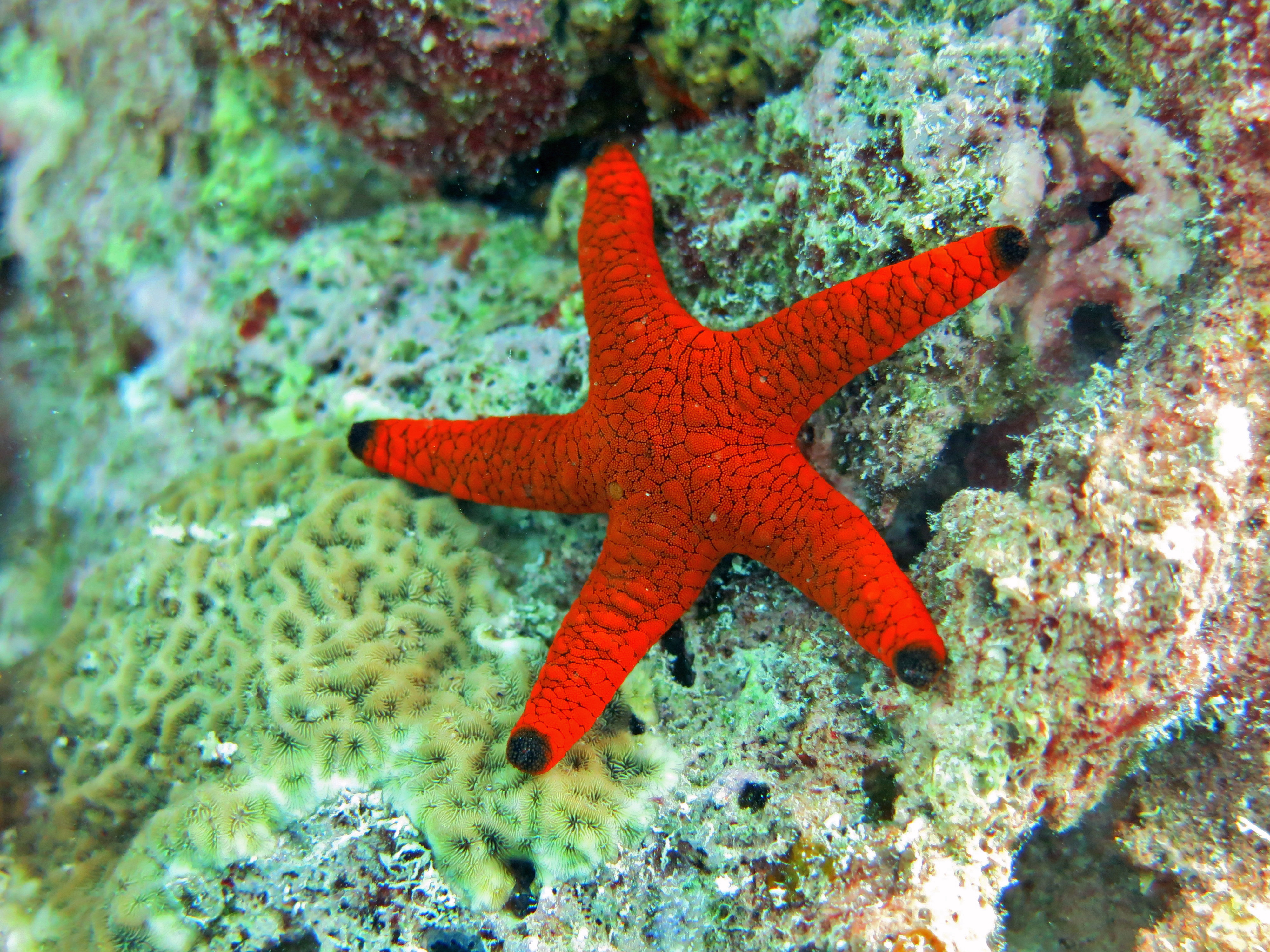
Fromia indica

- género Anthenoides Perrier, 1881 -- 10 especies
- género Apollonaster Halpern, 1970 -- 1 especie
- género Astroceramus Fisher, 1906 -- 8 especies
- género Astropatricia McKnight, 2006 -- 1 especie
- género Astrothauma Fisher, 1913 -- 1 especie
- género Atelorias Fisher, 1911 -- 1 especie
- género Calliaster Gray, 1840 -- 12 especies
- género Calliderma Gray, 1847 -- 1 especie
- género Ceramaster Verrill, 1899 -- 17 especies
- género Chitonaster Sladen, 1889 -- 4 especies
- género Circeaster Koehler, 1909 -- 9 especies
- género Cladaster Verrill, 1899 -- 4 especies
- género Diplasiaster Halpern, 1970 -- 1 especie
- género Enigmaster McKnight & H.E.S. Clark, 1996 -- 1 especie
- género Eratosaster Mah, 2011 -- 1 especie
- Subfamilia Ferdininae Mah, 2017
  - género Bathyferdina Mah, 2017 -- 1 especie
  - género Eosaster Mah, 2017 -- 1 especie
  - género Ferdina Gray, 1840 -- 3 especies
  - género Kanakaster Mah, 2017 -- 6 especies
  - género Neoferdina Livingstone, 1931 -- 12 especies
  - género Paraferdina James, 1973 -- 3 especies
- género Floriaster Downey, 1980 -- 1 especie
- género Fromia Gray, 1840 -- 12 especies
- género Gigantaster Döderlein, 1924 -- 1 especie
- género Glyphodiscus Fisher, 1917 -- 3 especies
- género Goniaster L. Agassiz, 1836 -- 1 especie
- Subfamilia Hippasterinae
  - género Evoplosoma Fisher, 1906 -- 8 especies
  - género Gilbertaster Fisher, 1906 -- 2 especies
  - género Hippasteria Gray, 1840 -- 11 especies
  - género Sthenaster Mah, Nizinski & Lundsten, 2010 -- 1 especie
- género Iconaster Sladen, 1889 -- 4 especies
- género Johannaster Koehler, 1909 -- 1 especie
- género Kermitaster H.E.S. Clark, 2001 -- 1 especie
- género Lithosoma Fisher, 1911 -- 6 especies
- género Litonotaster Verrill, 1899 -- 4 especies
- género Lydiaster Koehler, 1909 -- 1 especie
- género Mabahissaster Macan, 1938 -- 1 especie
- género Mariaster A.H. Clark, 1916 -- 1 especie
- Subfamilia Mediasterinae Verrill, 1899
  - género Mediaster Stimpson, 1857 -- 17 especies
- género Milteliphaster Alcock, 1893 -- 2 especies
- género Nectria Gray, 1840 -- 8 especies
- género Notioceramus Fisher, 1940 -- 1 especie
- género Nymphaster Sladen, 1889 -- 16 especies
- género Ogmaster von Martens, 1865 -- 1 especie
- género Peltaster Verrill, 1899 -- 3 especies
- Subfamilia Pentagonasterinae Perrier, 1884
  - género Akelbaster Mah, 2007 -- 1 especie
  - género Anchitosia Mah, 2007 -- 1 especie
  - género Eknomiaster HES Clark in HES Clark & D.G. McKnight, 2001 -- 2 especies
  - género Pawsonaster Mah, 2007 -- 1 especie
  - género Pentagonaster Gray, 1840 -- 5 especies
  - género Ryukuaster Mah, 2007 -- 1 especie
  - género Toraster A.M. Clark, 1952 -- 1 especie
  - género Tosia Gray, 1840 -- 3 especies
- género Pergamaster Koehler, 1920 -- 2 especies
- género Pillsburiaster Halpern, 1970 -- 7 especies
- género Plinthaster Verrill, 1899 -- 5 especies
- género Pontioceramus Fisher, 1911 -- 1 especie
- género Progoniaster Döderlein, 1924 -- 1 especie
- género Pseudoceramaster Jangoux, 1981 -- 2 especies
- género Pseudogoniodiscaster Livingstone, 1930 -- 1 especie
- género Rosaster Perrier, 1894 -- 11 especies
- género Sibogaster Döderlein, 1924 -- 1 especie
- género Siraster H.L. Clark, 1915 -- 1 especie
- género Sphaeriodiscus Fisher, 1910 -- 7 especies
- género Stellaster Gray, 1840 -- 7 especies
- género Stellasteropsis Dollfus, 1936 -- 3 especies
- género Styphlaster H.L. Clark, 1938 -- 1 especie
- género Tessellaster H.L. Clark, 1941 -- 1 especie

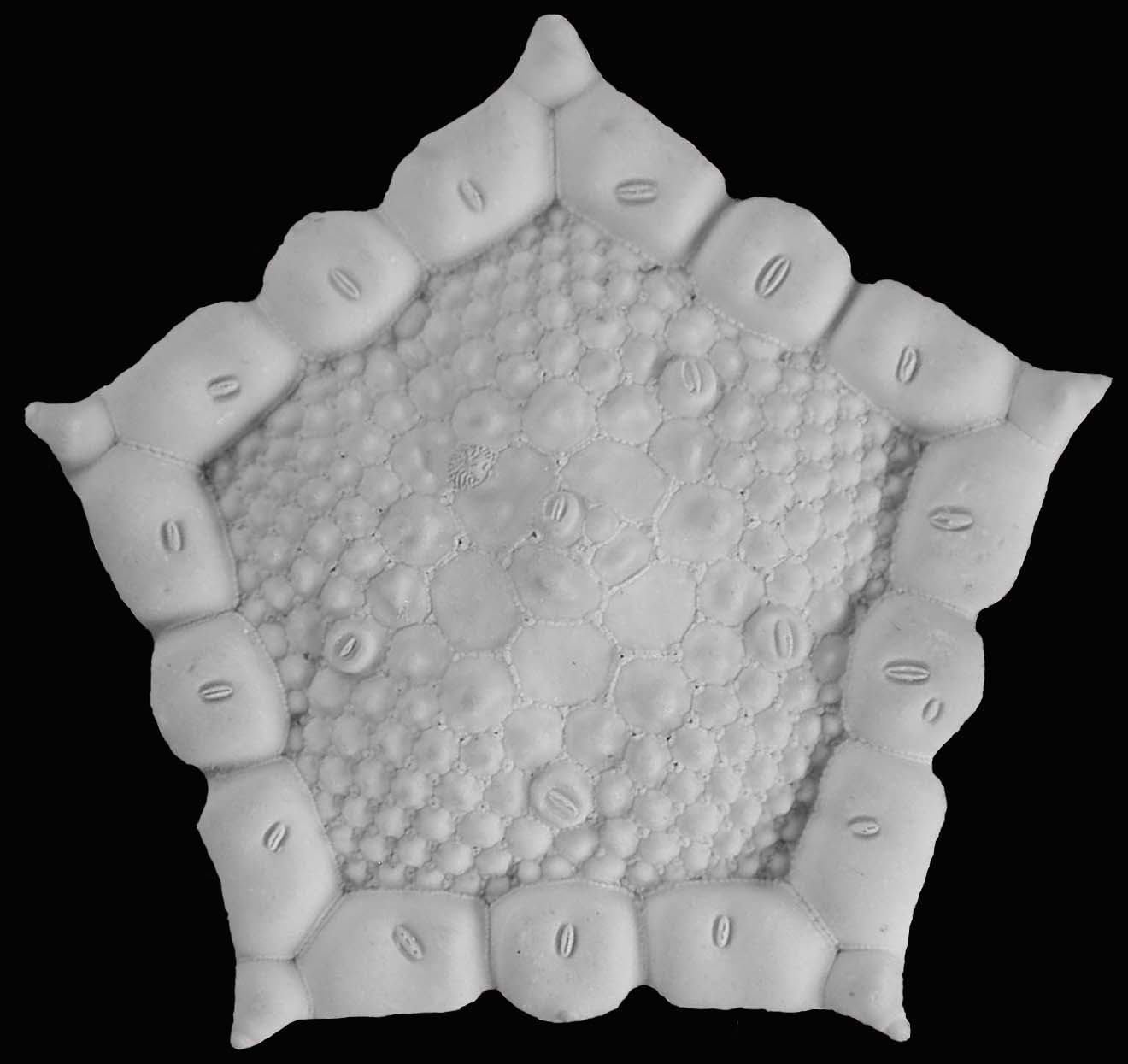
Akelbaster novaecaledoniae
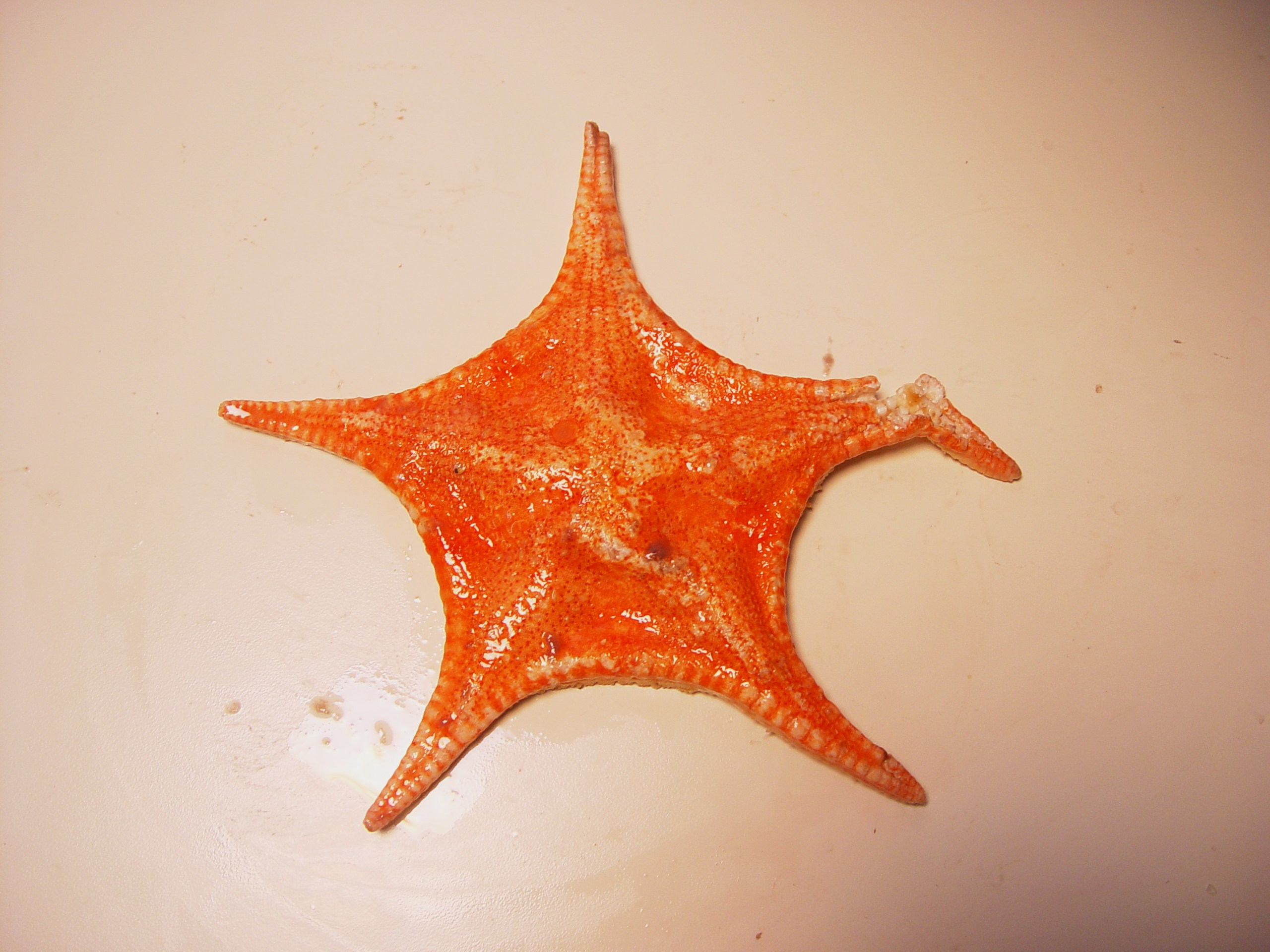
Anthenoides piercei
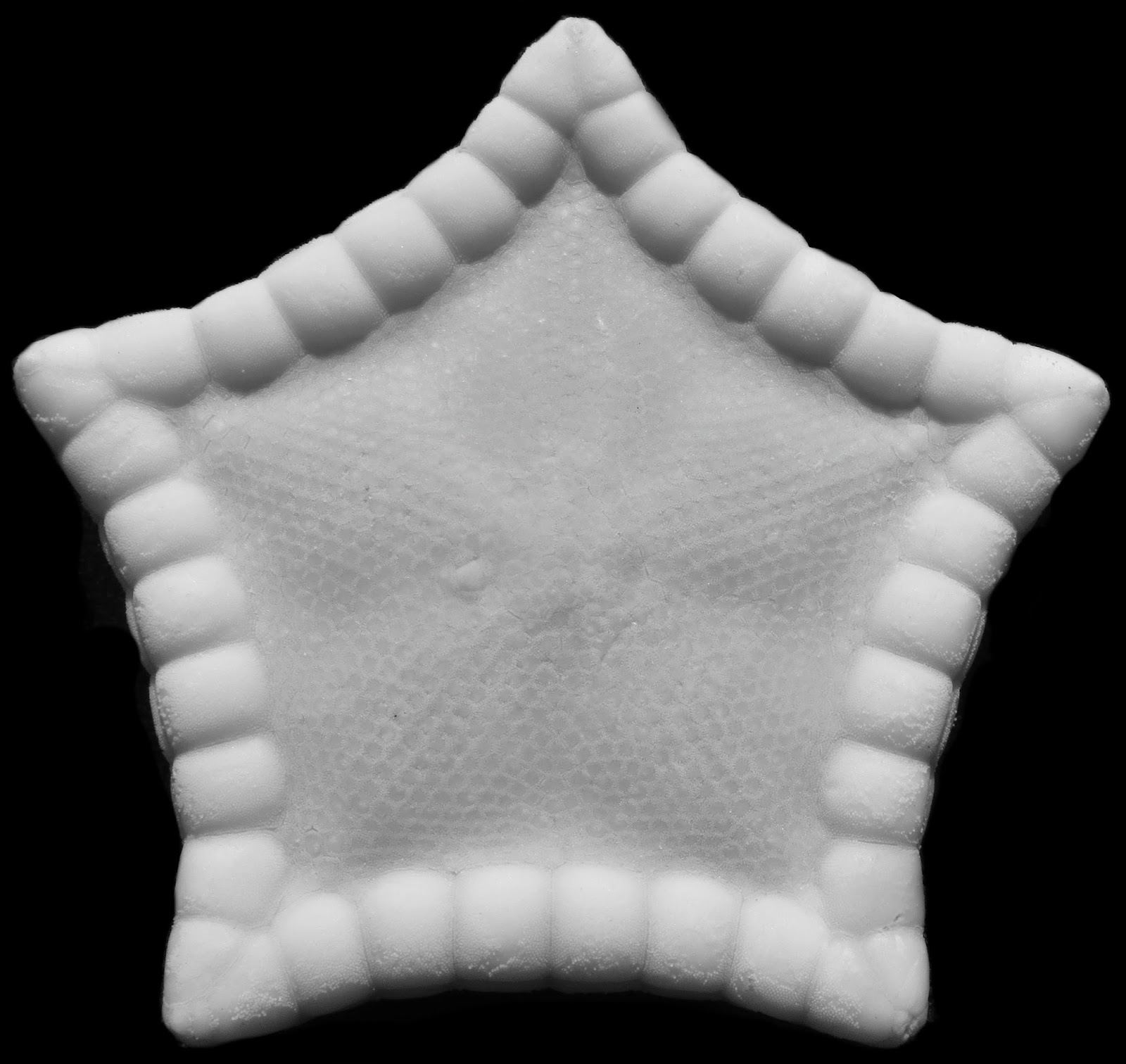
Apollonaster kelleyi
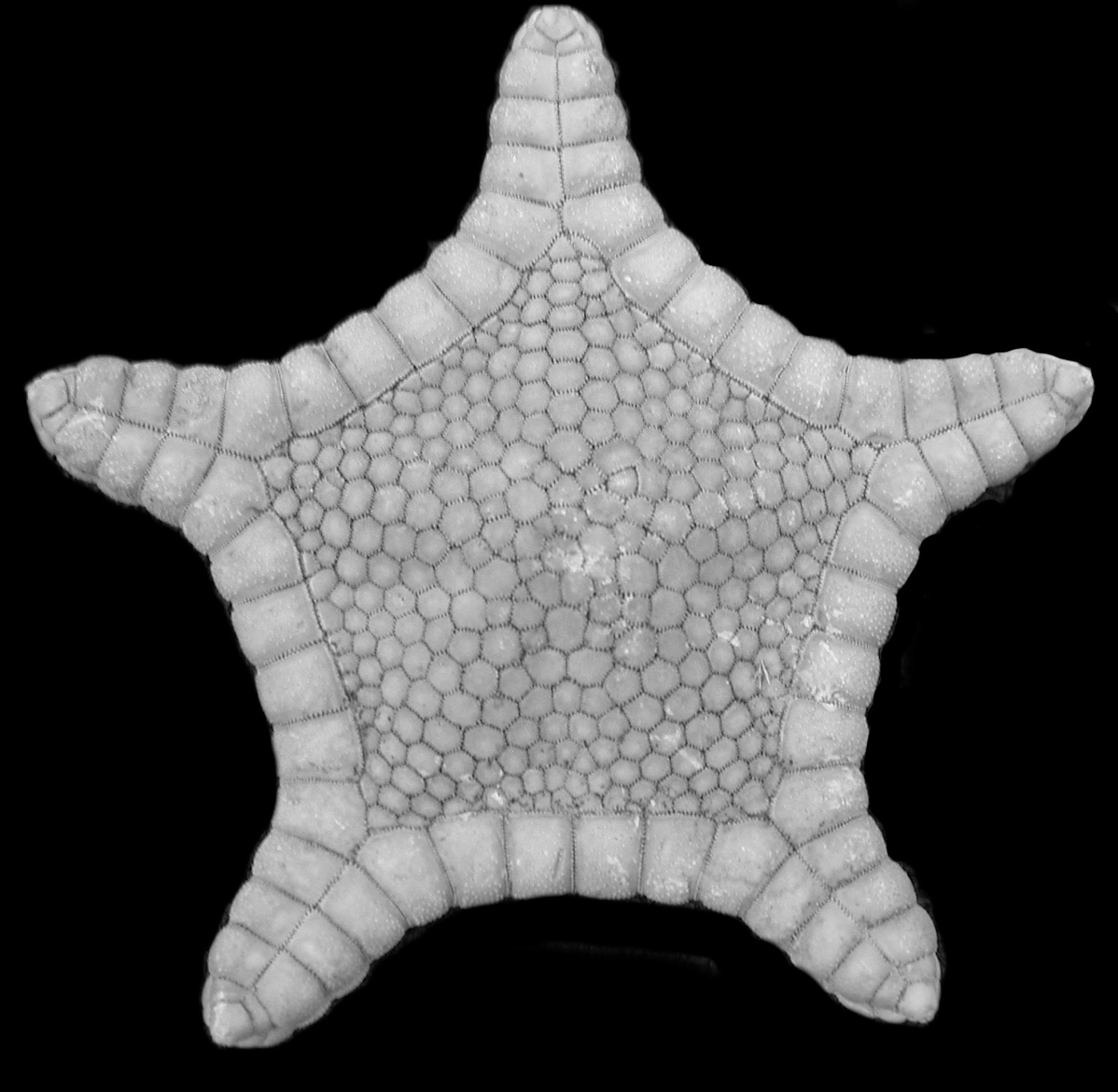
Astroceramus eldredgei
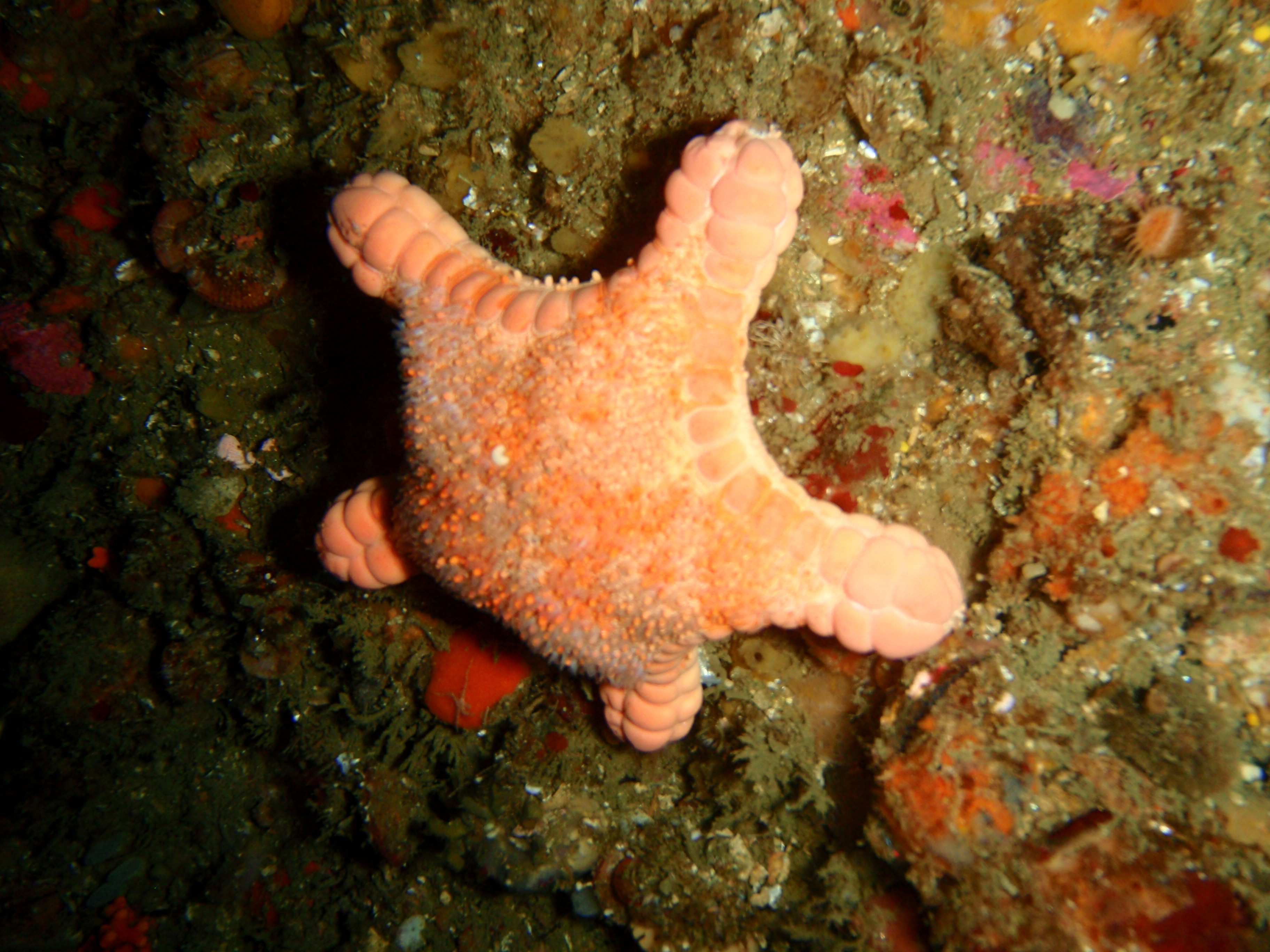
Calliaster baccatus
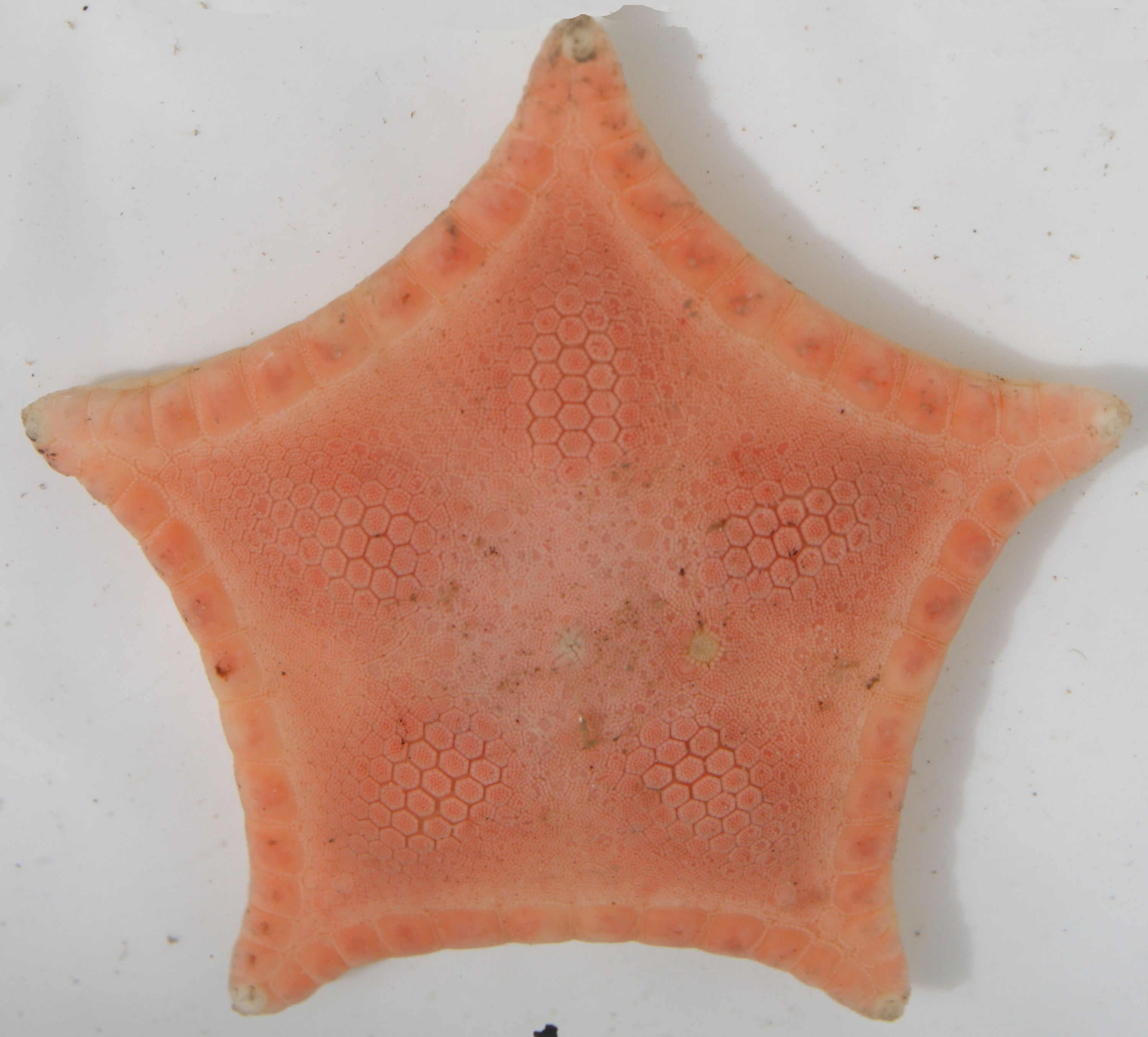
Ceramaster granularis
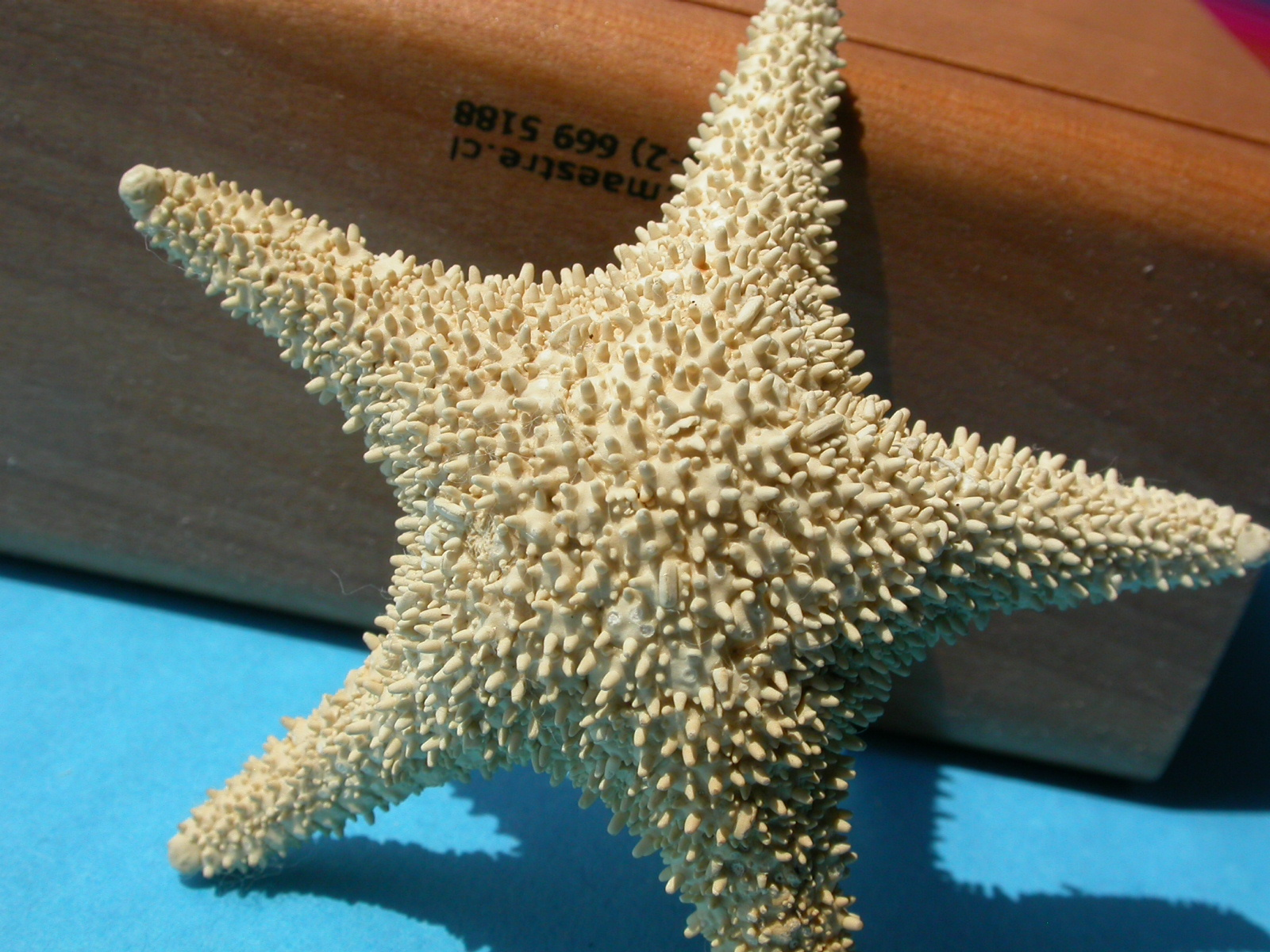
Chitonaster trangae
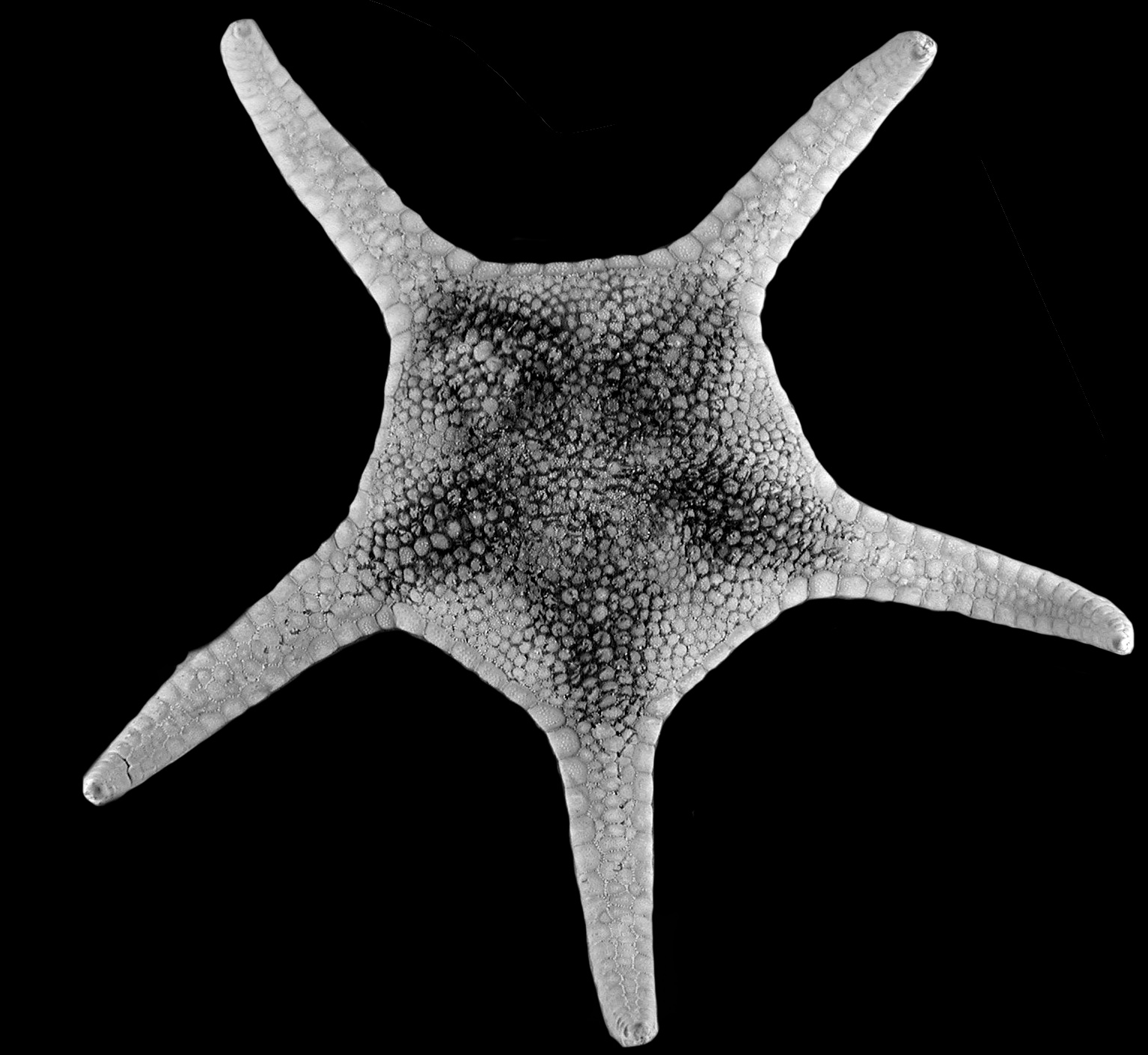
Circeaster sandrae
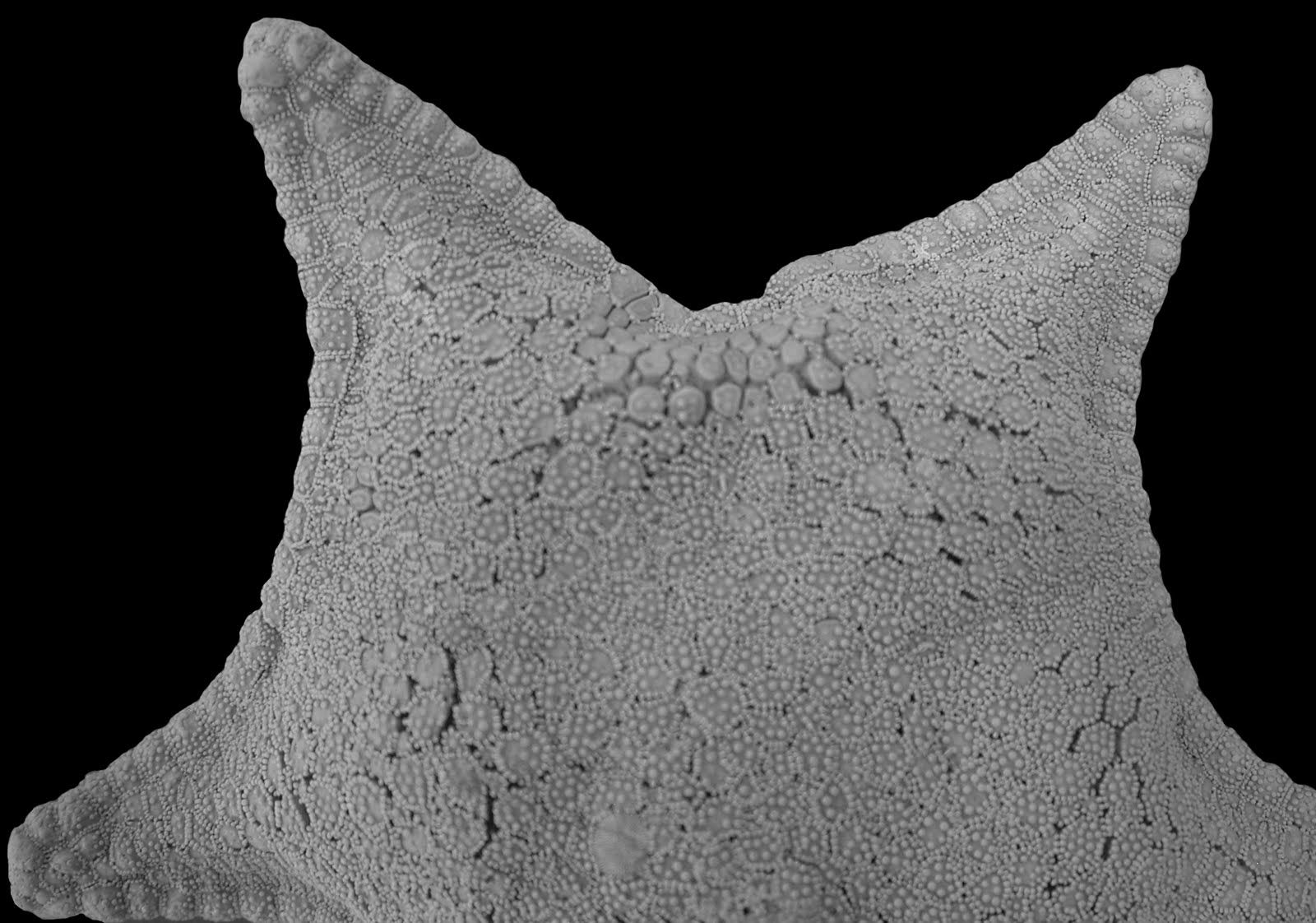
Cladaster analogus
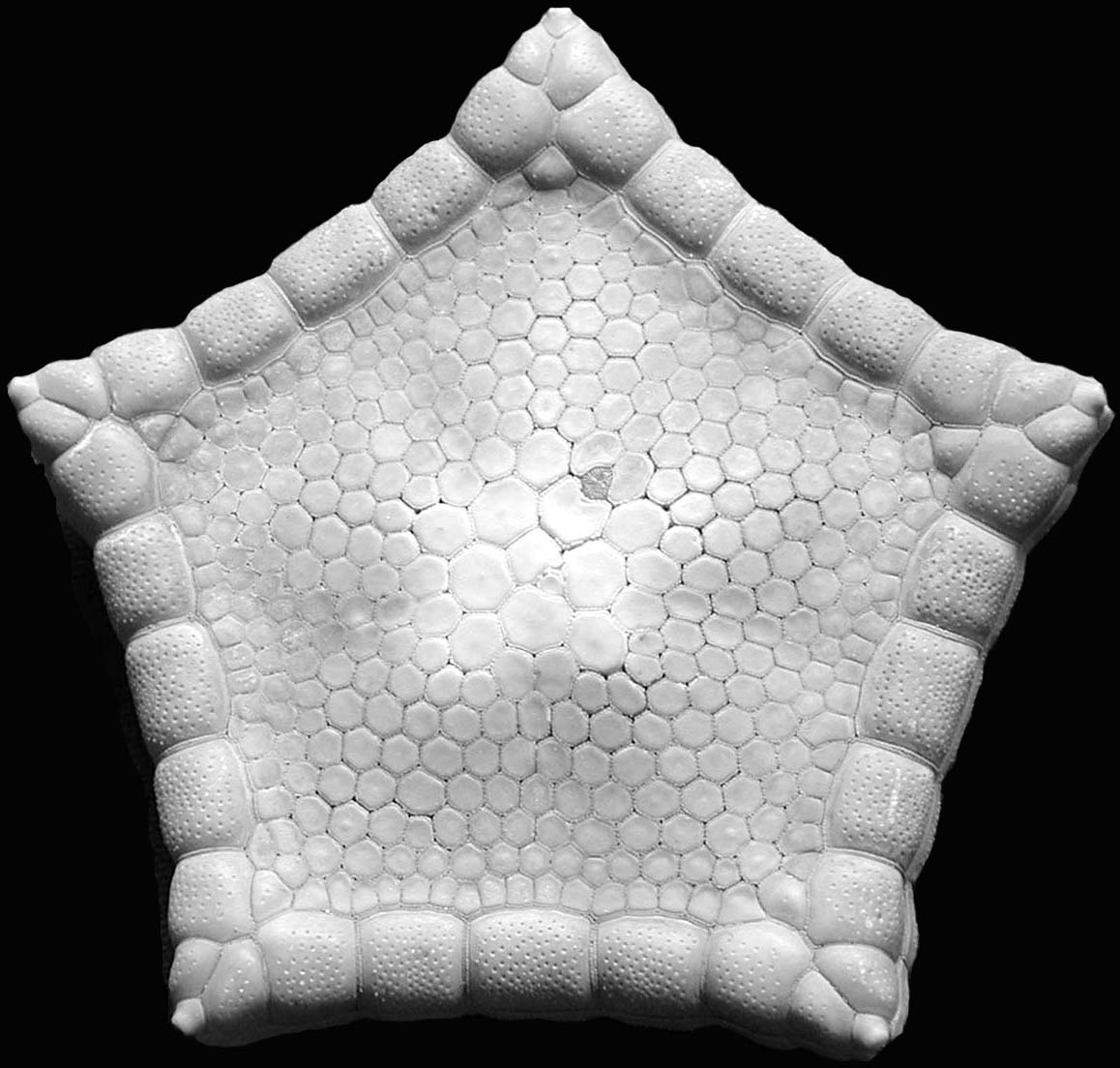
Eknomiaster beccae
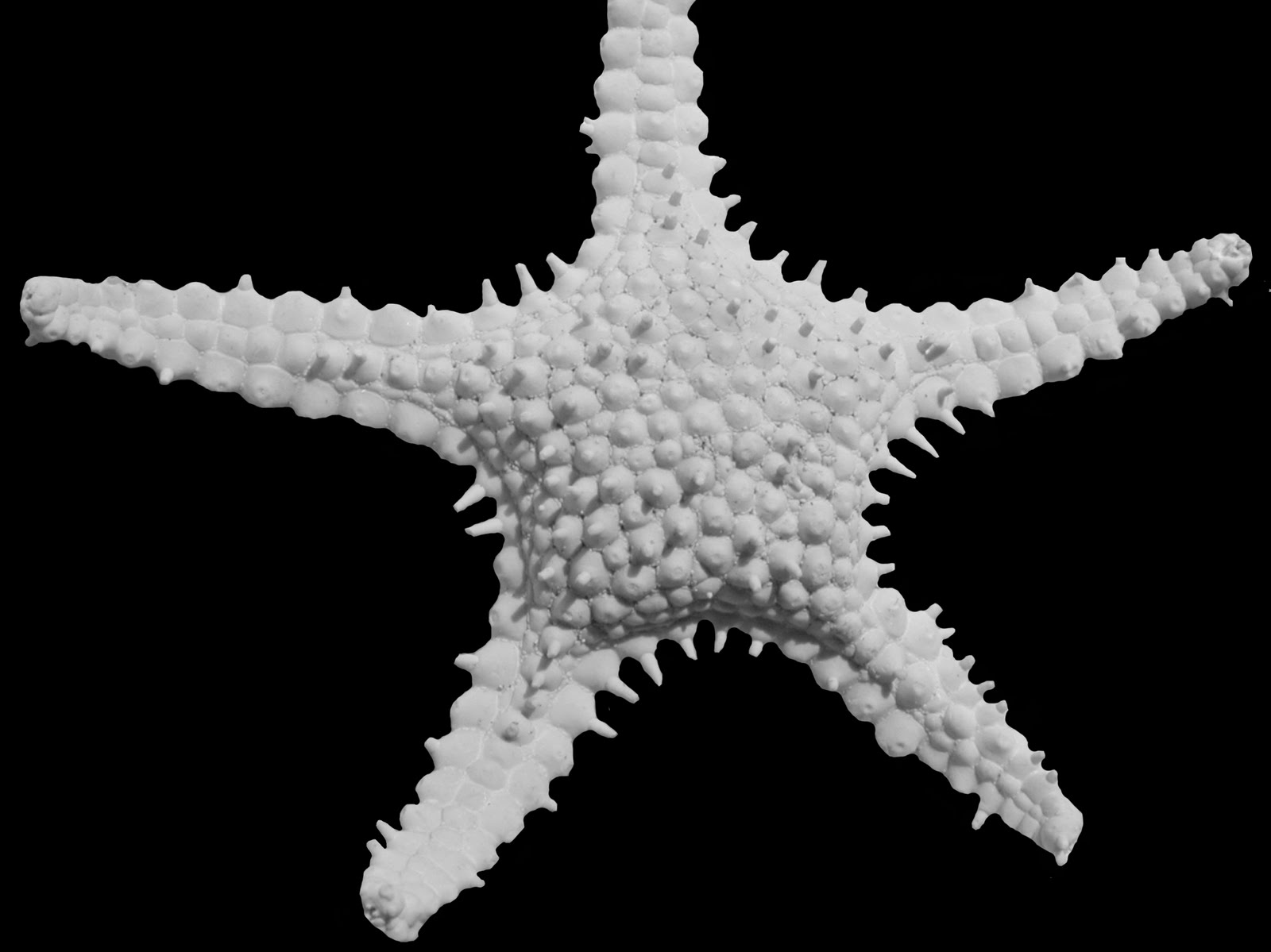
Eratosaster jennae
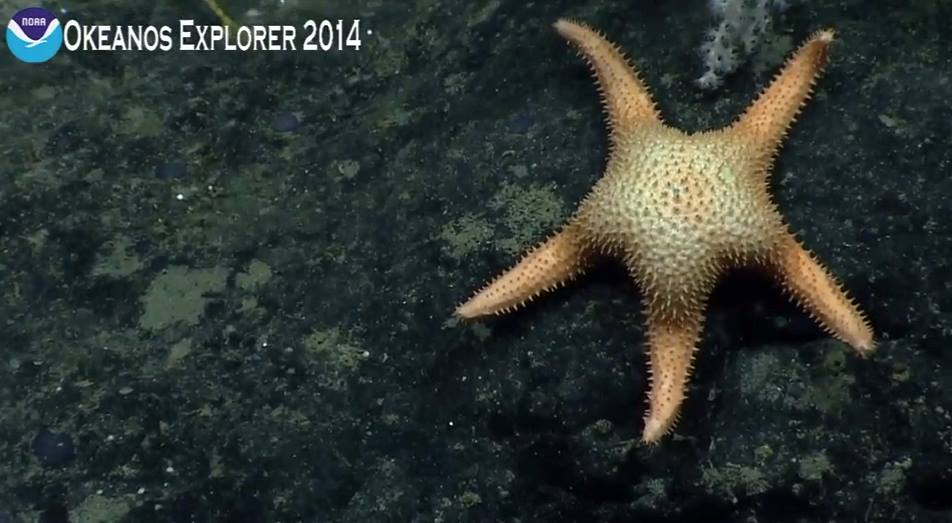
Evoplosoma sp.
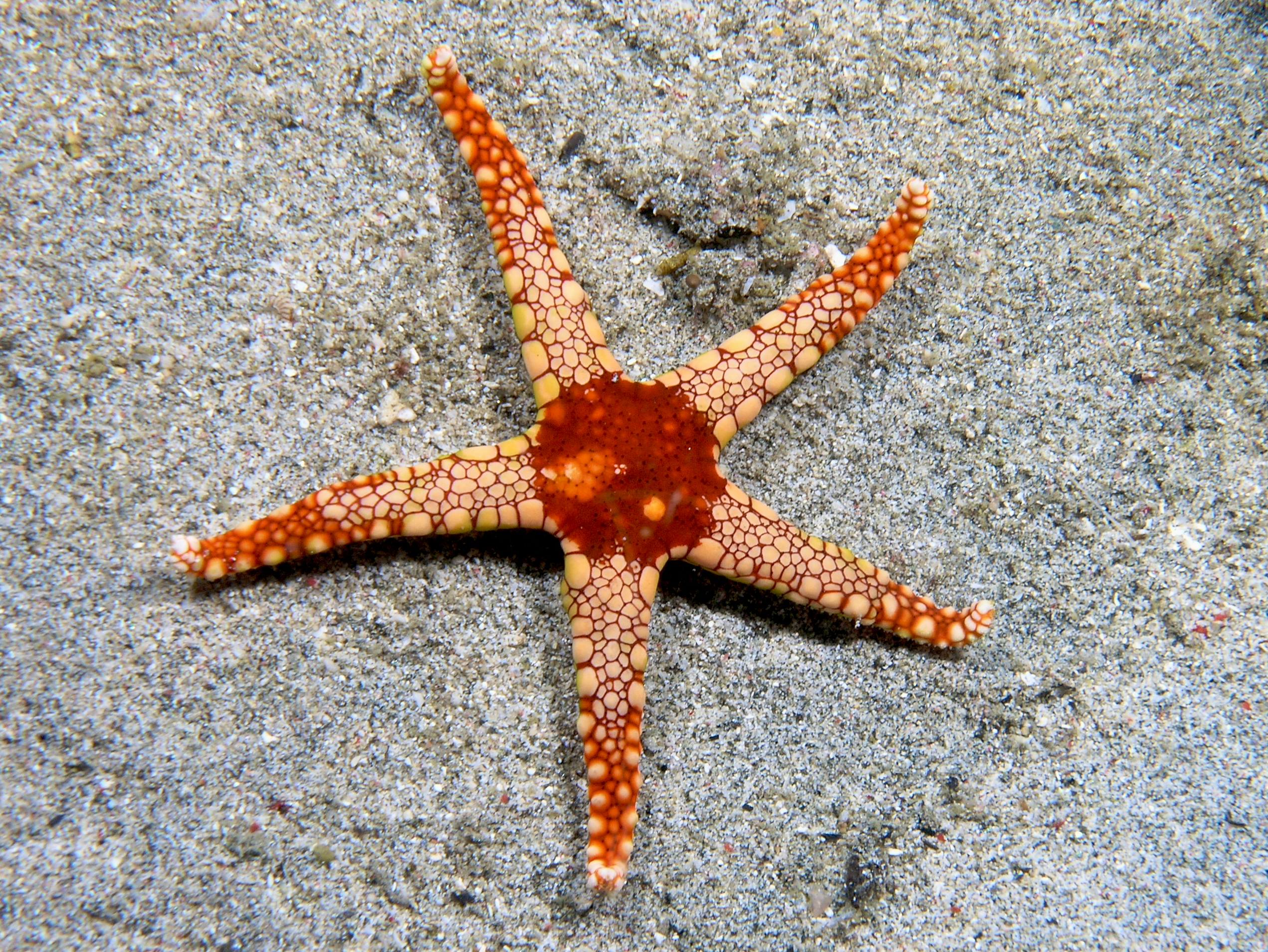
Fromia monilis
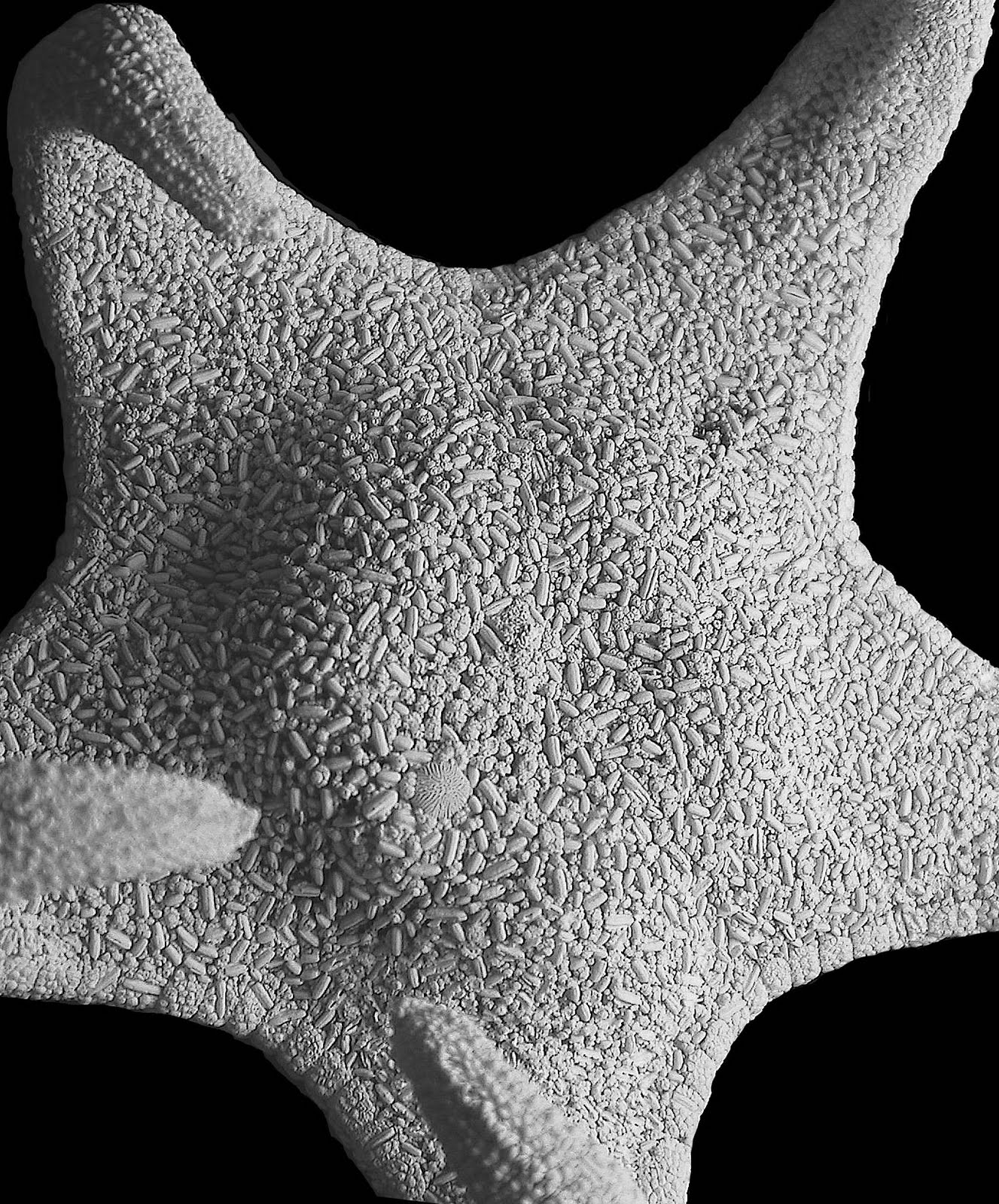
Gilbertaster caribaea
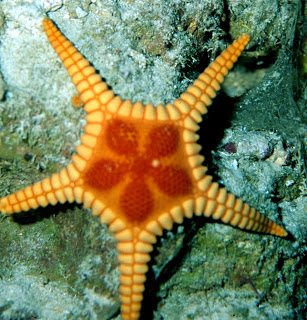
Glyphodiscus magnificus
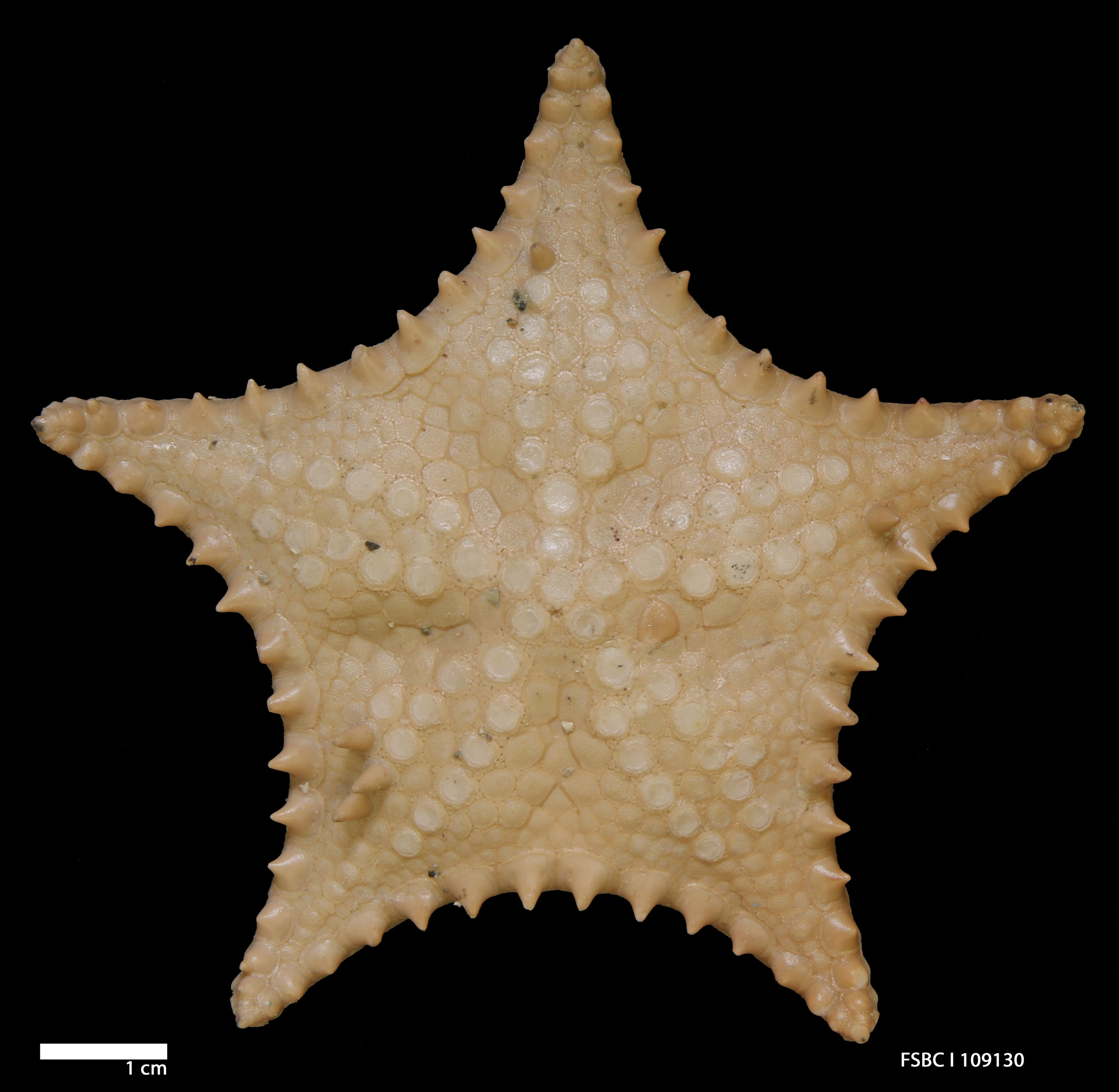
Goniaster tessellatus
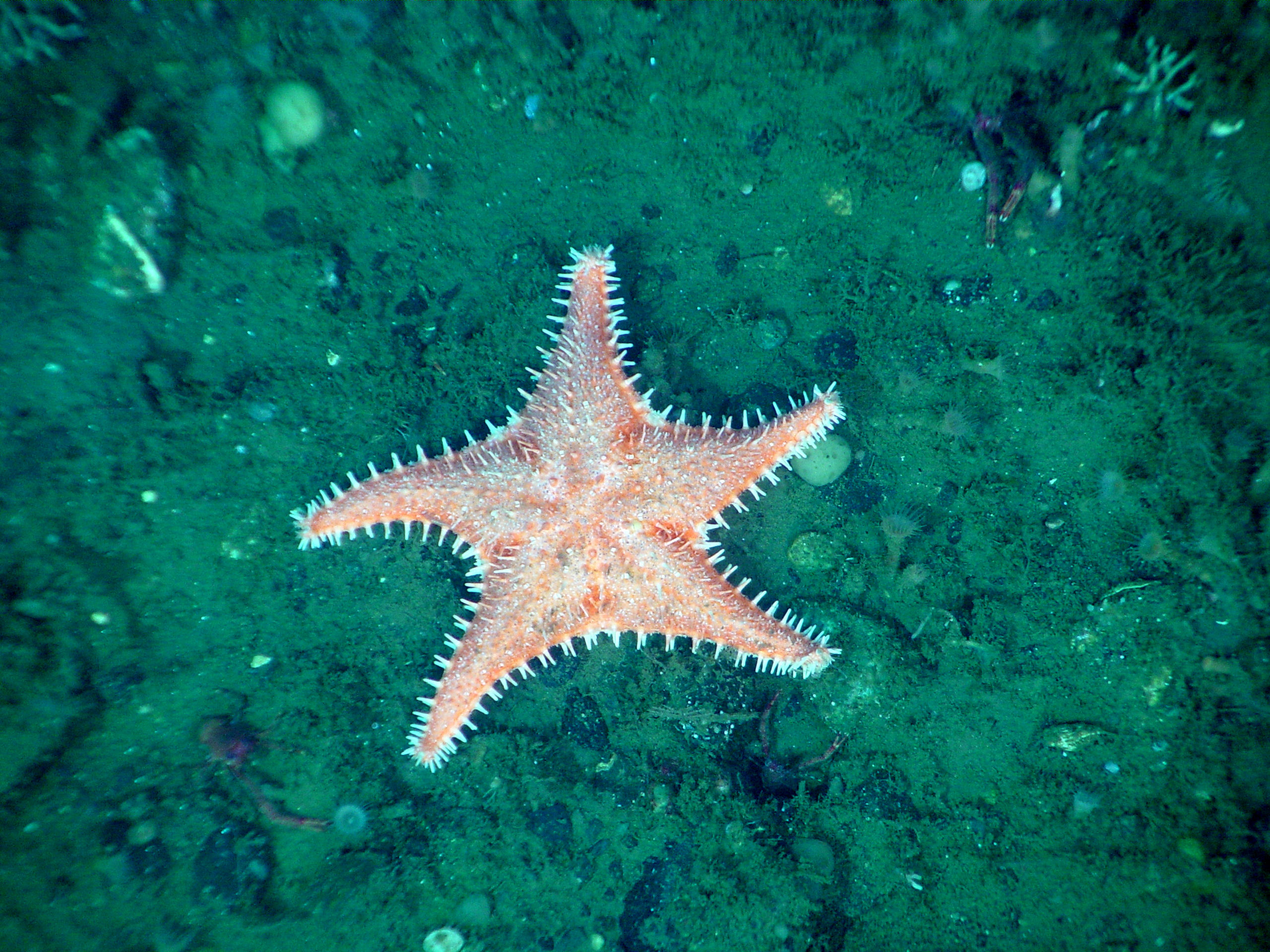
Hippasteria spinosa
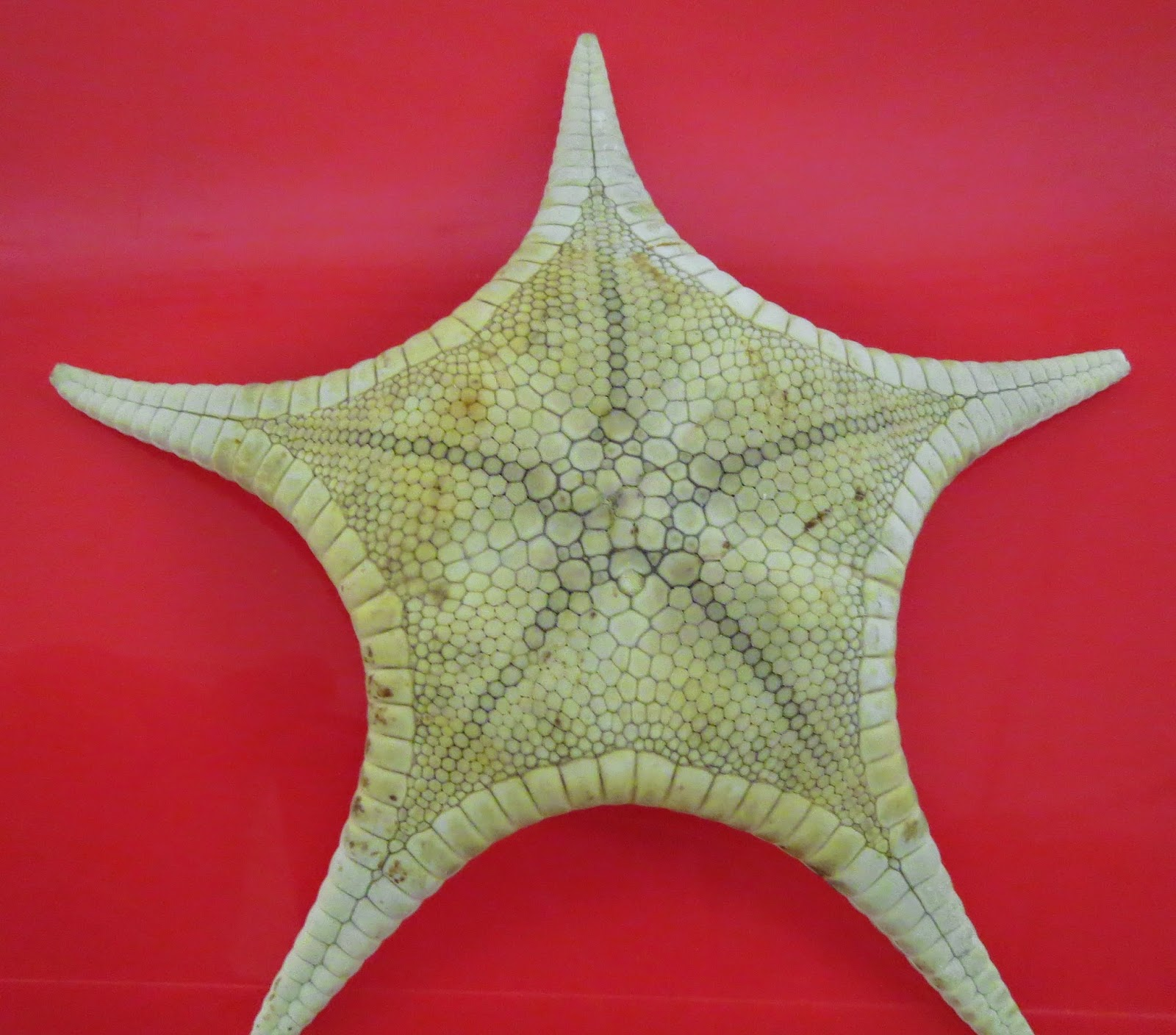
Iconaster vanuatuensis
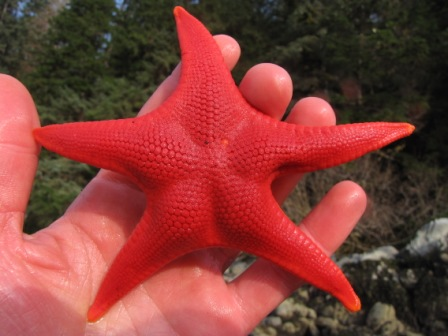
Mediaster aequalis
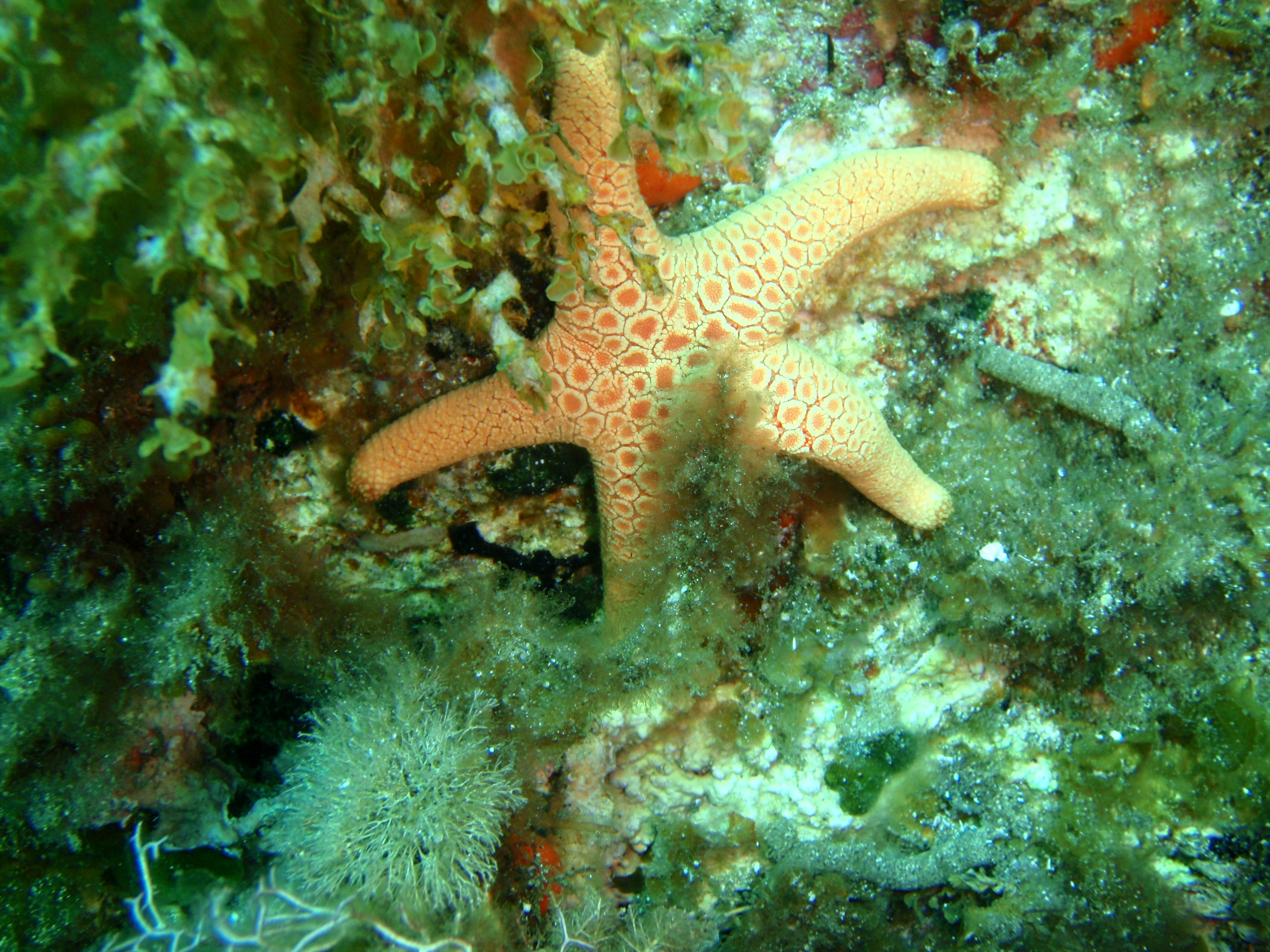
Nectria macrobrachia
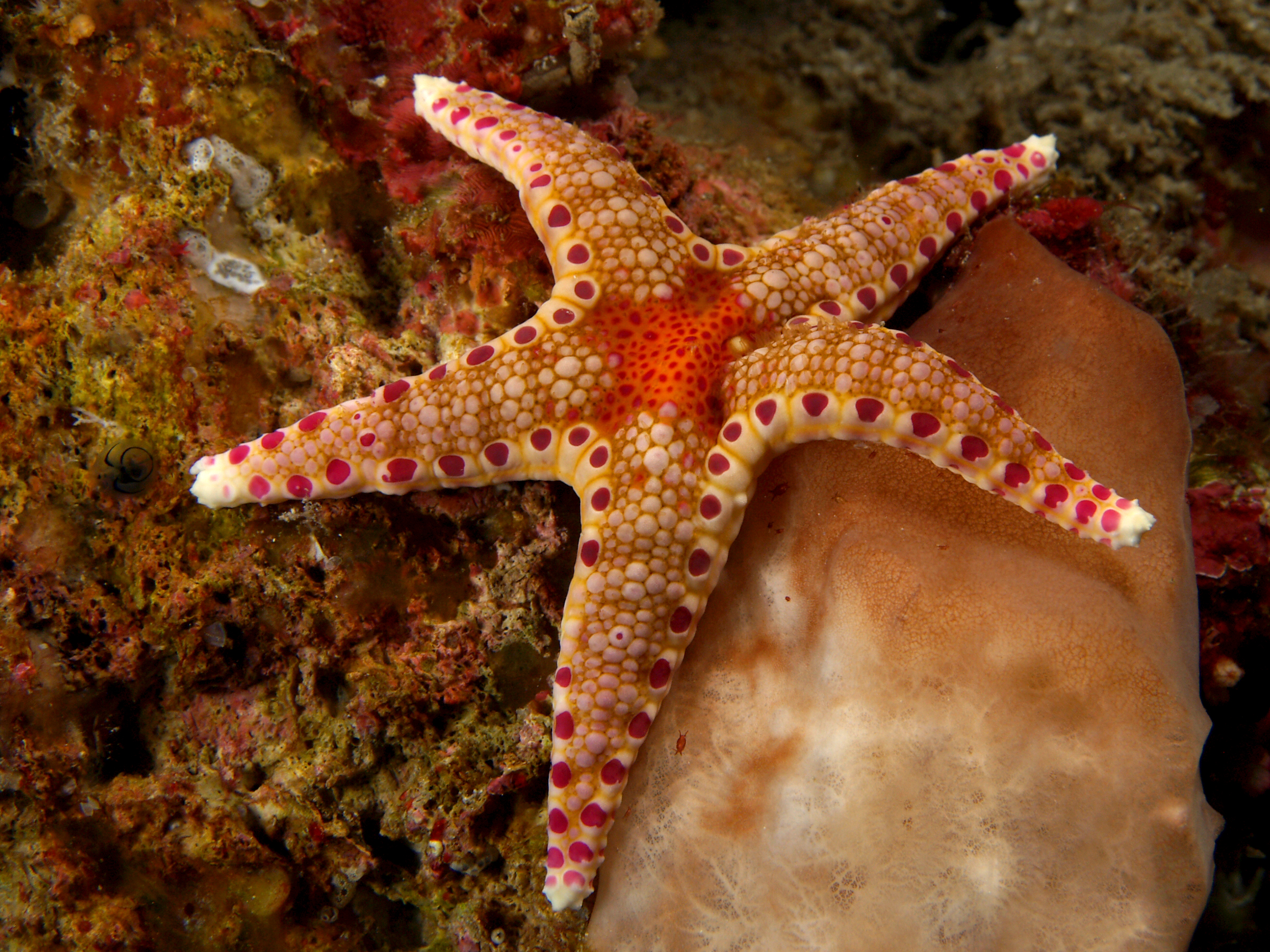
Neoferdina insolita
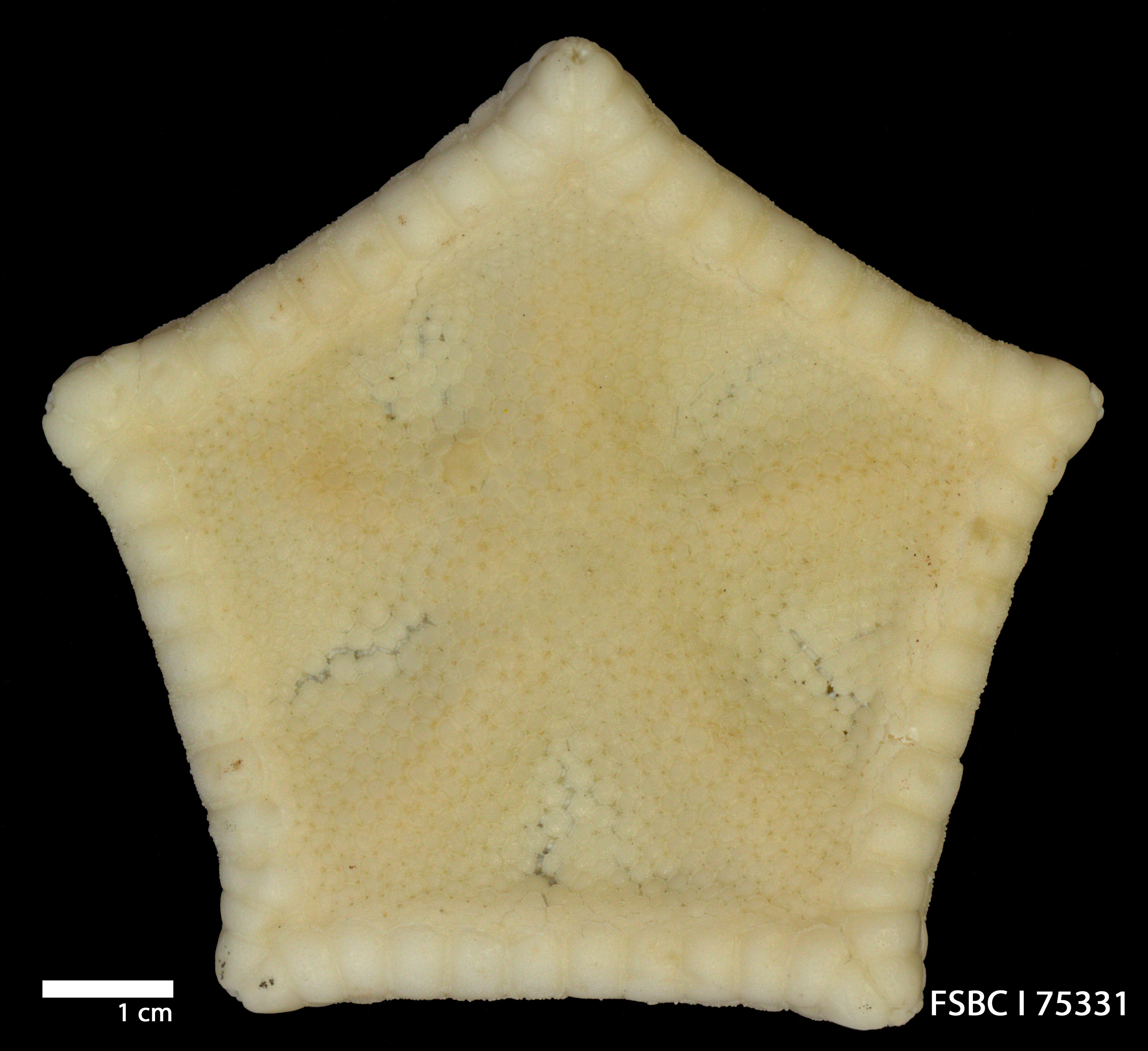
Peltaster placenta
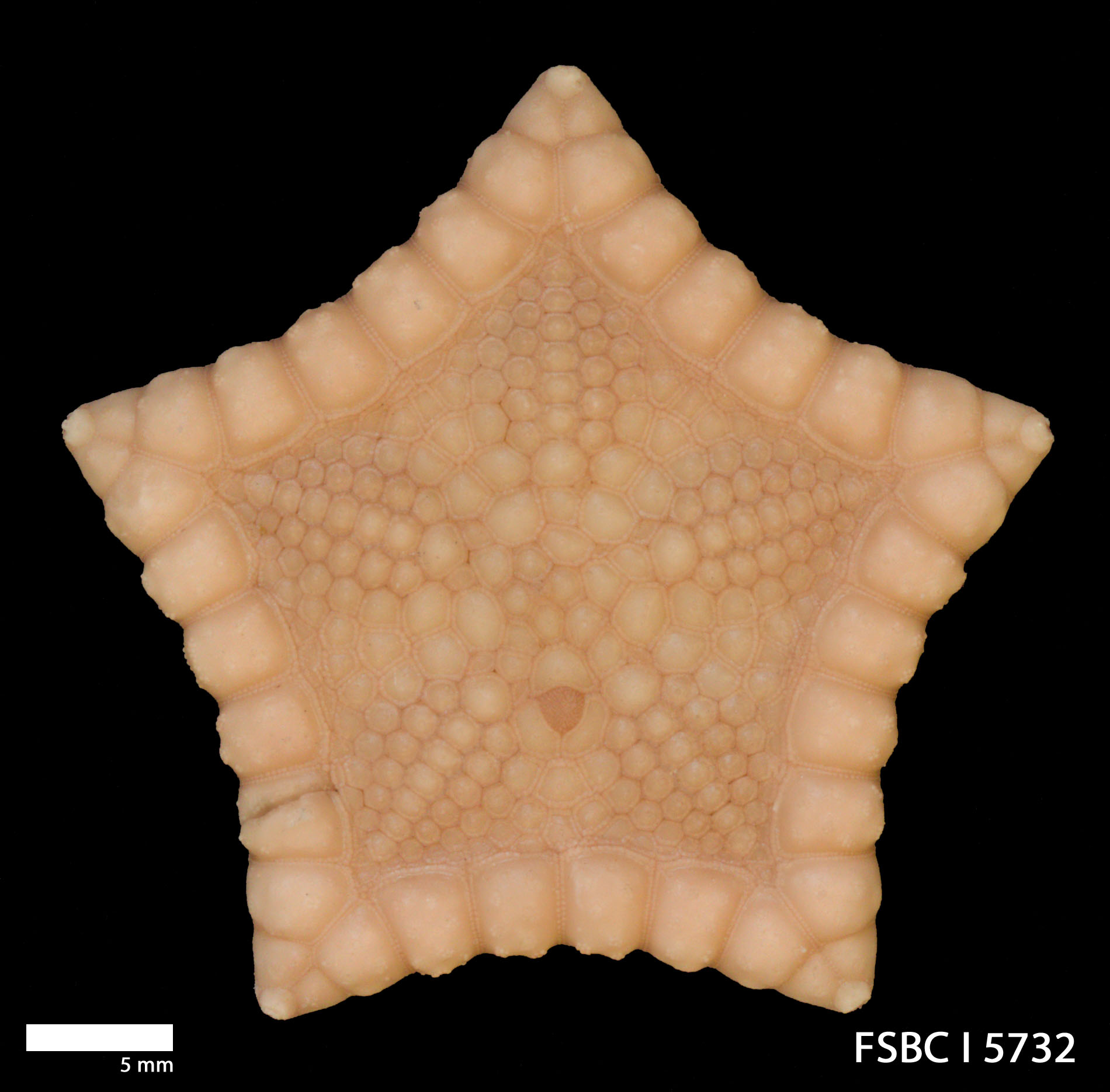
Pawsonaster parvus
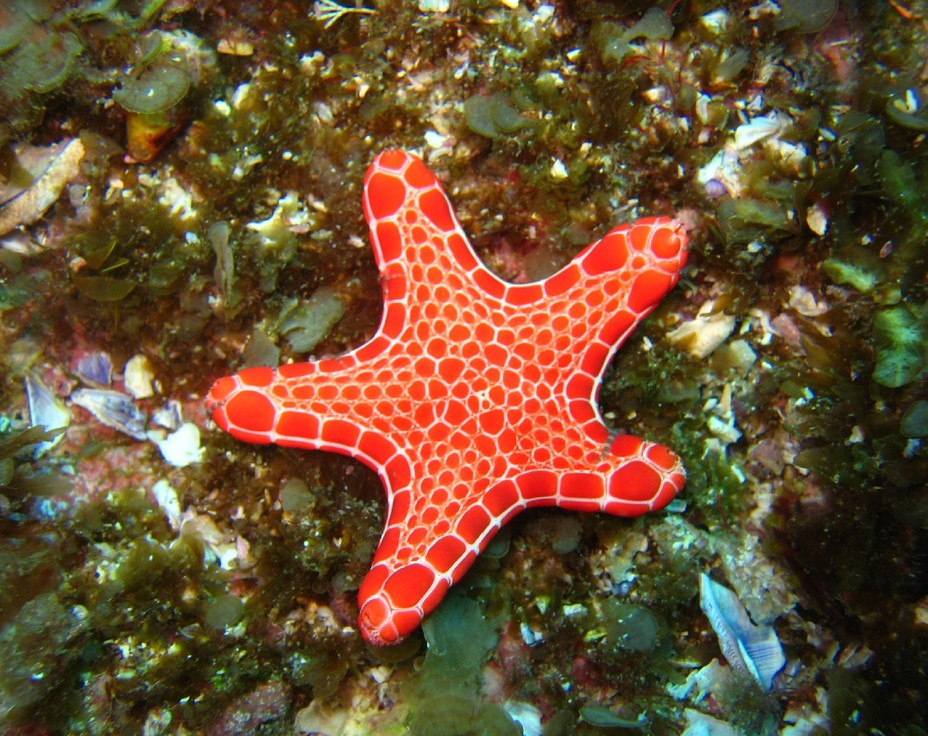
Pentagonaster duebeni
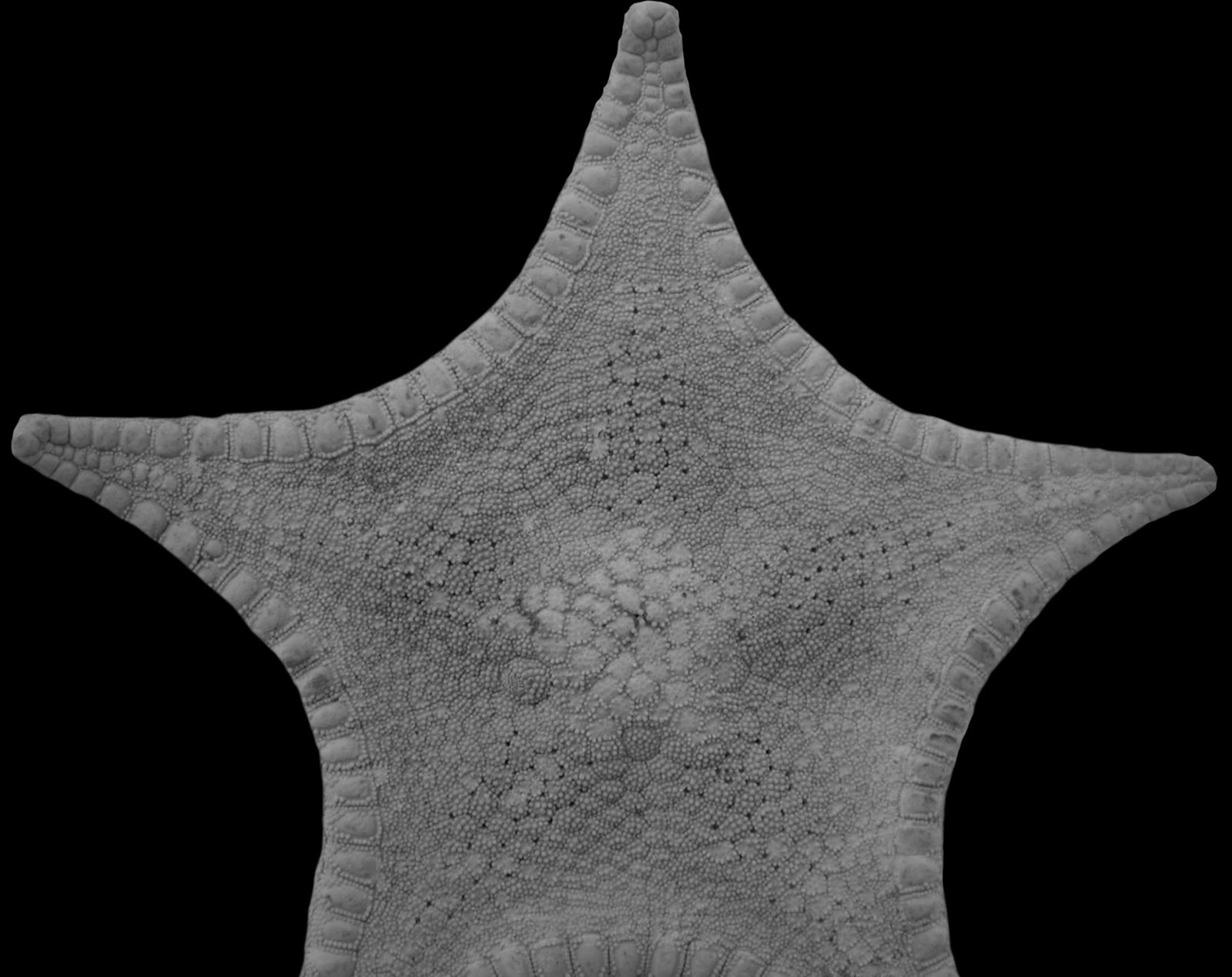
Pillsburiaster calvus
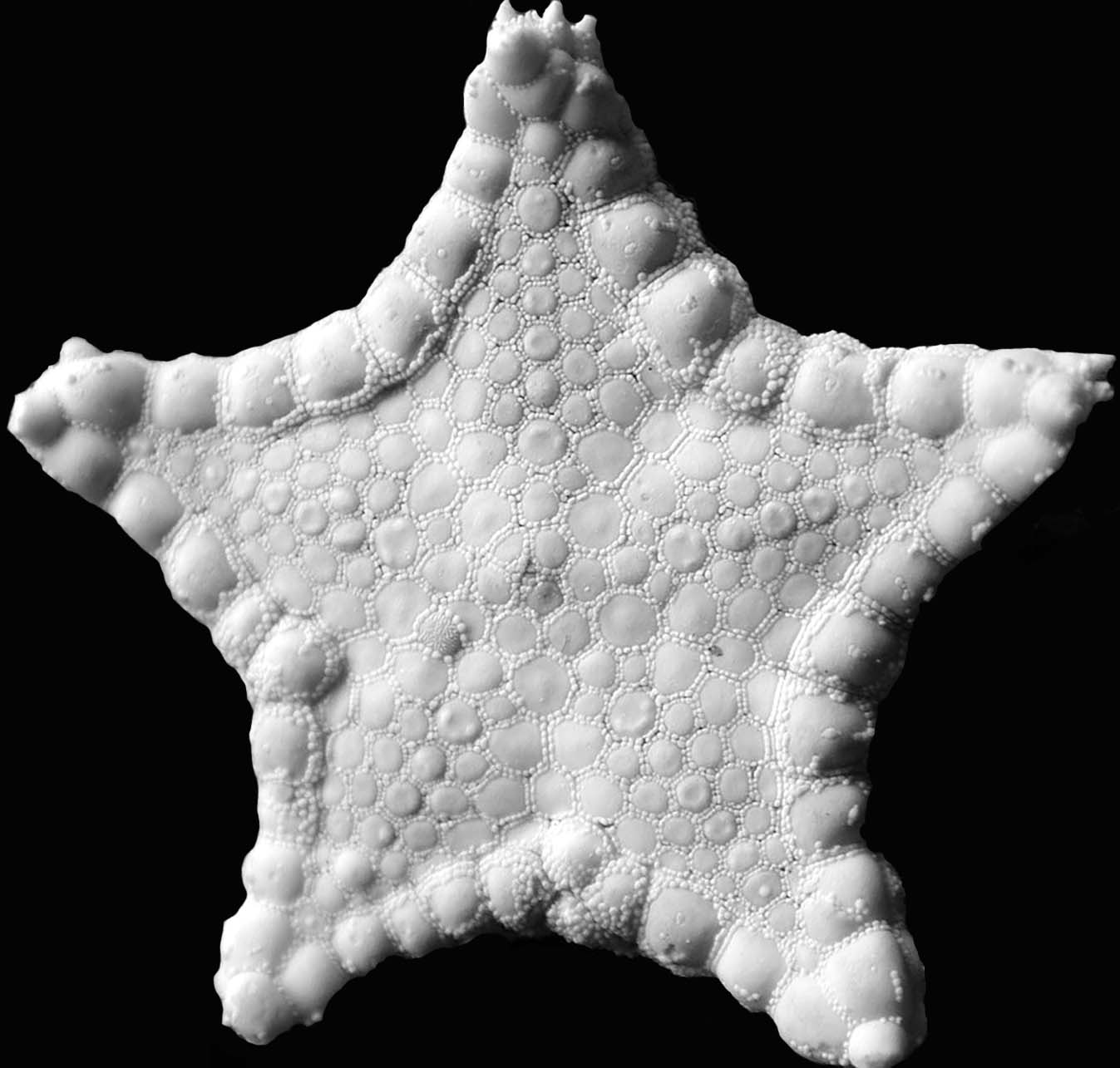
Ryukuaster onnae
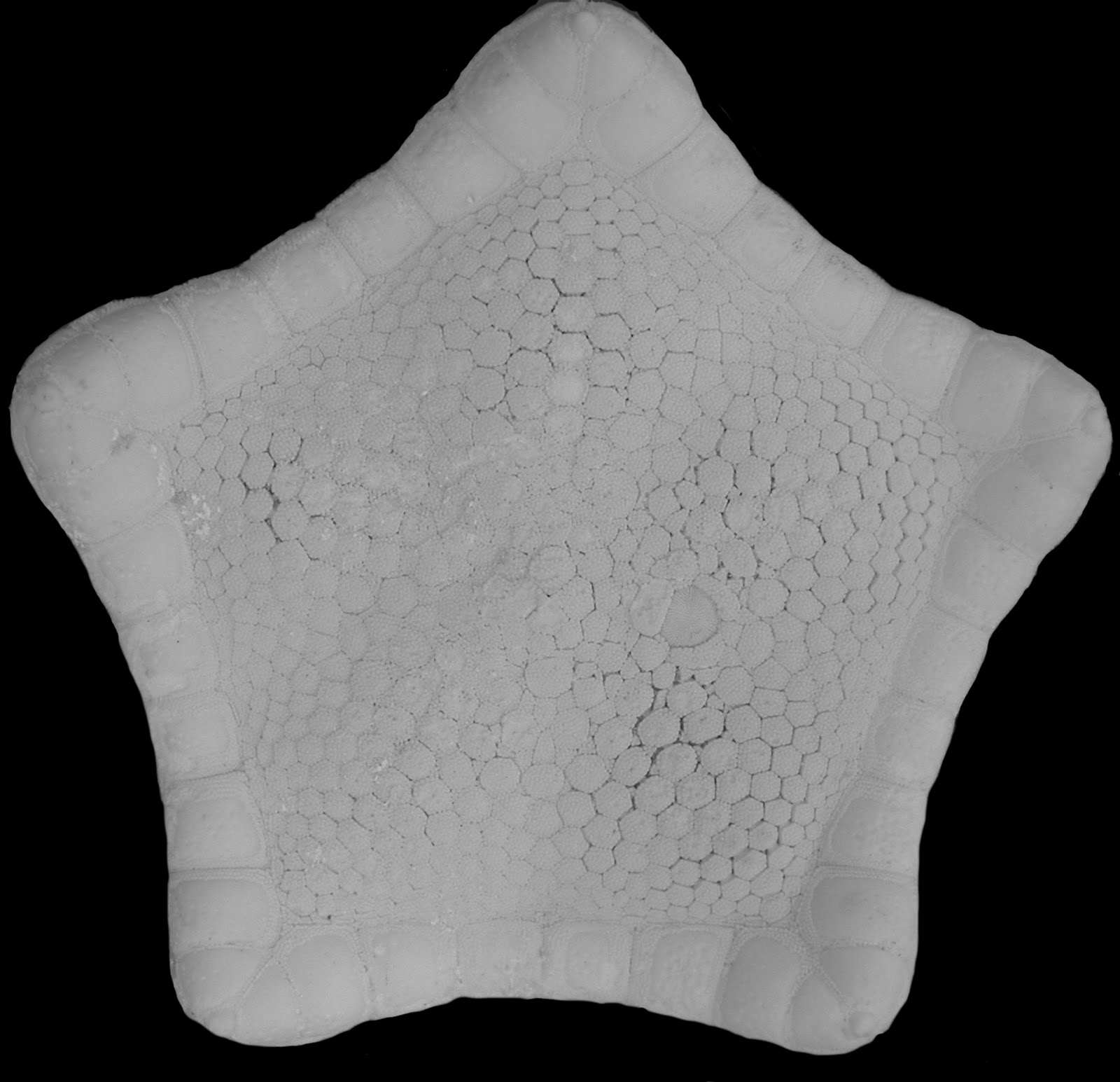
Sphaeriodiscus mirabilis
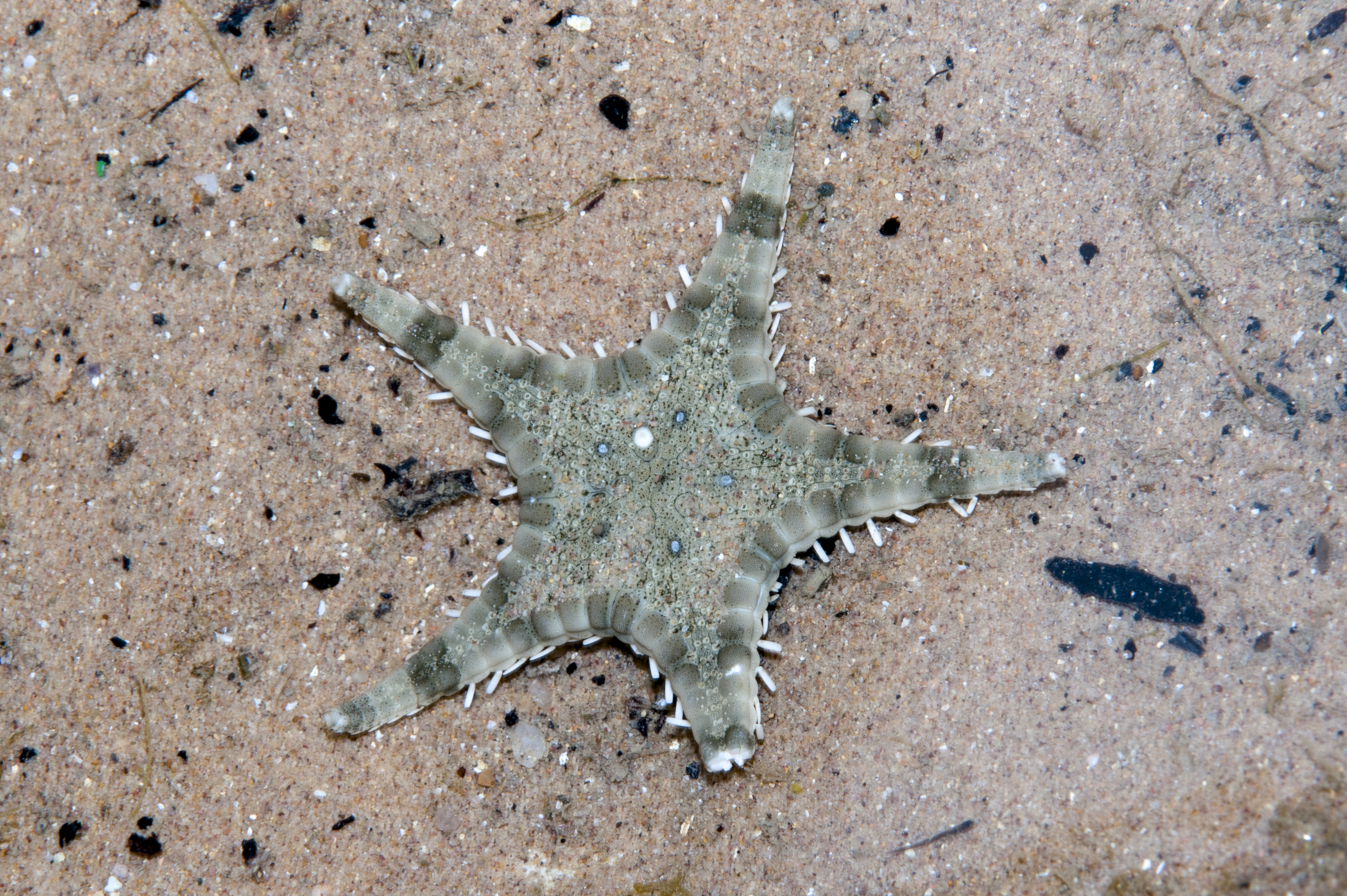
Stellaster equestris
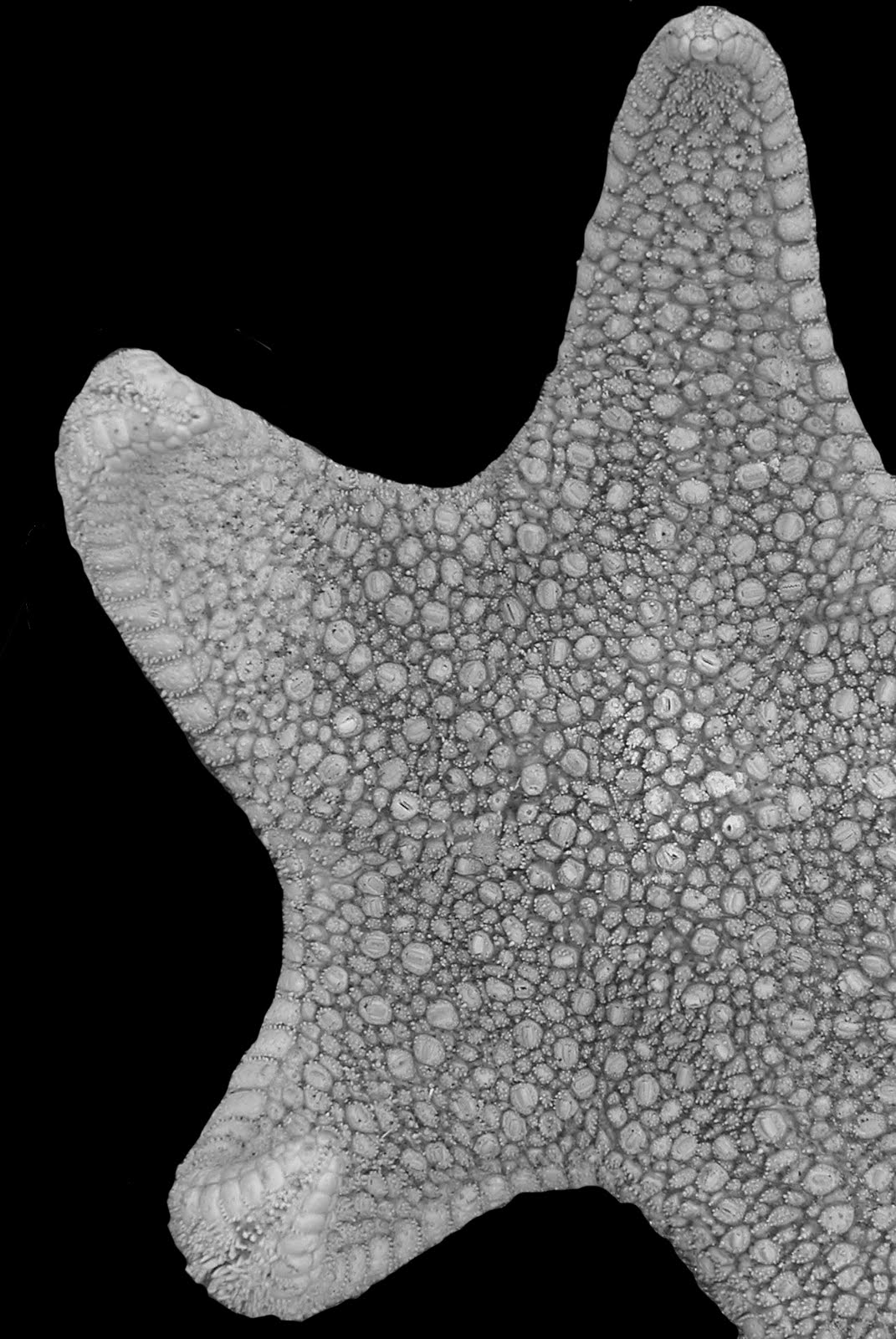
Sthenaster emmae
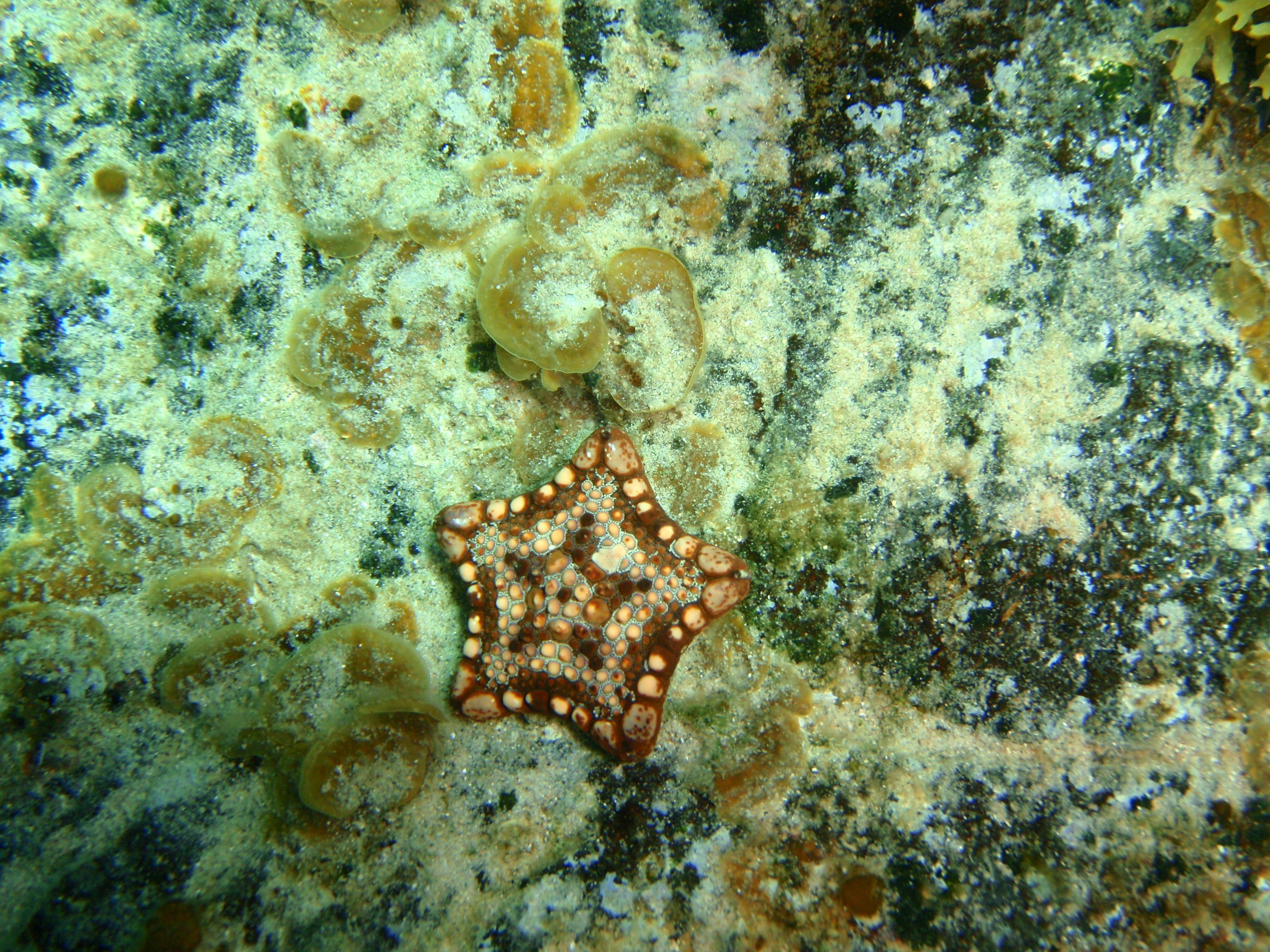
Tosia australis